# 뤼도 쿠크
뤼도 쿠크(네덜란드어: Ludo Coeck; 1955년 9월 22일, 안트베르펜 주 베르헴 ~ 1985년 10월 9일, 안트베르펜 주 에더헴)는 벨기에의 전 축구 선수로, 과거 좌측 미드필더나 중앙 미드필더로 활약했다. 그가 활약했던 구단으로는 베르헴 스포르트, 안데를레흐트, 인테르나치오날레, 그리고 아스콜리가 있다.
그는 19세의 나이로 벨기에 국가대표팀 첫 경기에 출전했고, 10년 동안 자국을 대표로 총 46번의 경기에 출전해 4골을 기록했다.
쿠크는 벨기에를 대표로 1982년 월드컵에 출전해 5경기를 모두 출전했는데, 엘 살바도르전에서 장거리 프리킥으로 득점도 올렸고, 유로 1984에서는 프랑스전과 덴마크전에 교체로 출전했지만, 2경기 모두 패했다.
1985년 10월 7일, 몰뢴베크와 계약하고 브뤼셀의 텔레비전 스포츠 프로그램에 출연하고 안트베르펜으로 돌아가던 도중, 쿠크는 륌스트 인근 군의 자동차 전용 도로에서 BMW가 충돌 방지 장치를 밀고 가며 중상을 입었다. 이틀 후, 그는 에더헴의 안트베르펜 대학 병원에서 영면에 들었다. 당시 그는 향년 30세였다.

## 수상

### 클럽
안데를레흐트
- 벨기에 1부 리그: 1973–74, 1980–81
- 벨기에 컵: 1972–73, 1974–75, 1975–76
- 벨기에 리그컵: 1973, 1974
- 유러피언 컵위너스컵
  - 우승: 1975–76
  - 준우승: 1976–77, 1977–78
- 유러피언 슈퍼컵: 1976, 1978
- UEFA컵: 1982–83
- 암스테르담 투르노이: 1976[2]
- 투르누아 드 파리: 1977[3]
- 트로페 쥘 파파에르: 1977, 1983[4]
- 벨기에 스포츠 공로상: 1978[5]

### 개인
- 벨기에 20세기 골든슈 10위: 1995 (1995)[6]
- DH 안데를레흐트 역대 최고 선수단: 2020[7]
- 뤼도 쿠크 경기장이 베르헴에 그를 기리기 위해 명명